# 北杣山村
北杣山村（きたそまやまむら）は、福井県南条郡にあった村。現在の南越前町の北端、概ね日野川右岸にあたる。

## 地理
- 山岳 ： 野見ヶ岳、岩谷山、黒山、山王山、千石谷山
- 河川 ： 日野川

## 歴史
- 1889年（明治22年）4月1日 - 町村制の施行により、鋳物師村、牧谷村、金粕村、堂宮村及び上野村の区域をもって、北杣山村が発足する。
- 1954年（昭和29年）1月1日 - 南日野村、北杣山村及び南杣山村が合併して、南条村が発足する。

## 交通

### 道路
現在は旧村域に北陸自動車道の南条サービスエリアが所在するが、当時は未開通。